# 藤山要吉
藤山 要吉（ふじやま ようきち、1851年〈嘉永3年〉7月18日 - 1938年〈昭和13年〉10月12日）は、日本の海運業者、実業家。
北海道小樽市を中心とする海運業を始め、北海道産業振興の先駆者として生き、商業都市としての小樽市の発展に功績を残した。小樽貨物火災保険株式会社の社長も務めた。出生名は古谷 要吉（ふるや ようきち）。出羽国秋田郡（後の秋田県出身）。

## 経歴

### 渡道〜独立
古谷家の次男として誕生。生家は地方屈指の油問屋で、佐竹氏のご用達として苗字帯刀を許可される格式の高い家であり、幼少時は何不自由なく育った。1853年（嘉永6年）に黒船来航、そして日本は明治維新を迎えた。以来、要吉は繁栄著しい蝦夷地の噂を幼い頃から幾度となく耳にして育った
1867年（慶応3年）、要吉は商用で陸奥国弘前（後の青森県弘前市）へ渡った。幼少時より興味をひいてやまない蝦夷が、津軽海峡の向こうに微かに目にした彼は、何のあてもなく単身で蝦夷に渡った。蝦夷で自分の力を試したいとの志を抱いたとも、次男という気安さから軽い気持ちで海を渡ったともいう。古谷家では、一向に家に戻らない要吉を心配したものの、彼が蝦夷に渡って自分の力を試しているとを知るや、事態を静観することにした。
当時の松前の城下町である福島郡（後の上磯郡知内町および松前郡福島町）は、大勢の出稼ぎ労働者がおり、活気と魅力に満ちており、働き口には事欠かなかった。中でもニシン漁が盛んであったため、要吉は回船問屋で修行をすることにし、最初は松前の回船問屋である田中武左衛門、次いで豪商の吉田三郎右衛門のもとで働いた。
回船問屋での修行の日々の中で、やがて蝦夷は北海道となり、時勢が大きく好転した。これを機に要吉は、回船問屋での厳しい仕事の合間を縫って経済書を読み、北海道の産業や経済の情勢を学び、独立のときに備えた。この勉強のためには、わずかな余暇をも惜しんだ。そして北海道の首都・札幌市の前身である石狩国札幌郡を中心に開発が進み、札幌に近い小樽が貿易の玄関口となると見て、小樽での事業を目指した。
5年間の奉公生活で資金と知識を貯めた要吉は、1872年（明治5年）4月に小樽へ移住し、大十中村という問屋の奉公に勤めた。ここでは人より先に起床し、人より後に就寝し、人の嫌がる仕事を率先して引き受け、陰日向なく働いた。
その働きぶりを小樽の信香町（のぶかちょう）の回船問屋である藤山重蔵に見込まれ、彼のもとで働き始めた。要吉の要領の良さと真面目な性格は店主に好かれ、手代として重宝がられた。
藤山重蔵は体が丈夫でない上に跡継ぎの子供もいなかったことから、要吉を養子とした。1878年（明治11年）に重蔵が死去し、要吉が家督を継いだ。1881年（明治14年）には小樽の繁華街が火災に襲われ、藤山の店も灰となったが、それに怯むことなく再建に勤しんだ。
なお重蔵の実弟の兵蔵が、信香で大きな財力と権勢を誇っていた山田吉兵衛（後の小樽区長）に見込まれて養子となり、後に豪商となった。藤山の回船問屋業も、山田吉兵衛の委託を受けて始まったものであり、大きな経済力を持つ山田家が親戚関係であることは、藤山にとって大きな支えとなった。

### 海運業

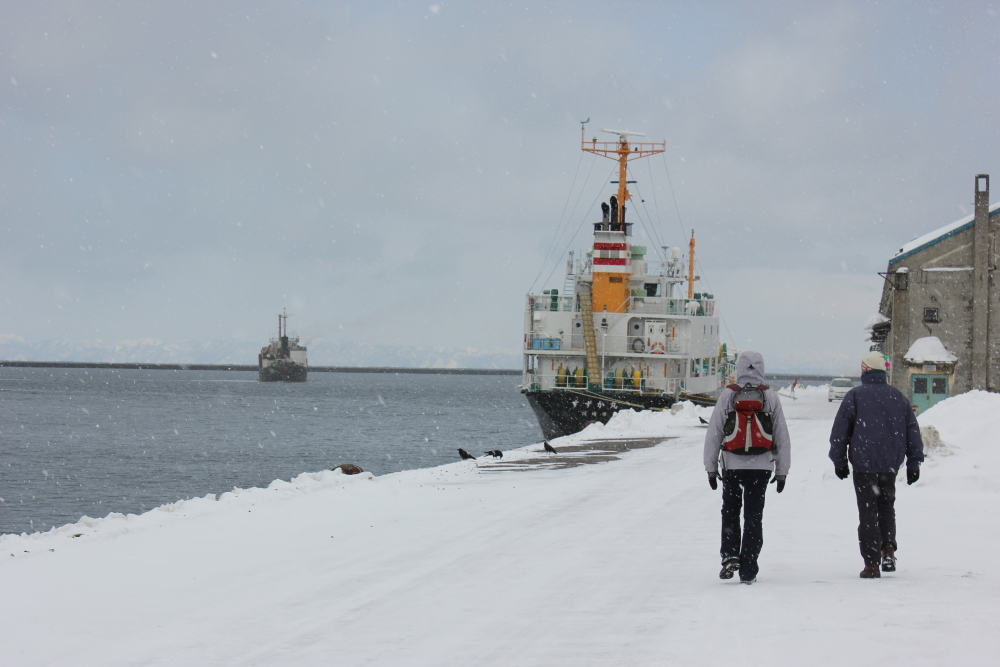
小樽港（平成期）

家督相続後の藤山は、他人の船を動かして手数料をとるのではなく、自前の船で仕事を進めることを考えた。まず小型の和船2隻を買い入れ、小樽港から奥羽、北陸、兵庫、大阪に就航させた。この藤山の先見の明は時局に合致し、海上輸送の重要性はさらに高まった。
折しも1880年（明治13年）の手宮線の開通により、小樽は流通の要となっていた。それに伴い、港湾の整備や倉庫の建築が進み、入植者や商人たちも増加し、彼らを支えるための生活用品を満載した北前船も集結するなど、商業都市としての基盤が作られ、北海道開発の玄関港として急速な成長を遂げいている時代であった。
こうした時代において藤山は、本州からの入植者がさらに増え、物資と人々を運ぶ輸送船、特に鉄道のない地域にとって生活物資を運ぶ船が重要視されると見た。そこで1887年（明治20年）、地元の漁師や商人に呼びかけて資本金を集め、小樽と稚内を結ぶ航路を開き、天塩北見運輸会社を設立した。これは小樽-稚内間の航路が開かれた最初のことである。この会社の設立は、当時の北海道の海運業がまだ未発達であり、有用な定期航路もまだ無かったことも理由にあった。
翌1888年（明治21年）、回船問屋を運送専用の回漕店に改め、小樽港から北見沿岸各港への航路を開き、定期船の運航を開始した。これにより、開拓地との間に物資の交流が盛んになり、開拓民の熱意もかき立てられることになった。海運王と呼ばれる板谷宮吉は、1893年（明治26年）に蒸気船を購入したが、それは藤山や他の海運業者に刺激を受けてのことともいわれている。
1894年（明治27年）には日清戦争が勃発したことで、日本海の海運業はさらに活発化し、小樽の海運業もさらに発展に向かった。同1894年、藤山は167トンの汽船・小樽丸の新造を手掛けた。当時、北見や天塩方面に使用された汽船は日本郵船の矯竜丸のみだったことで、藤山の実力が伺われる。
さらに1898年（明治31年）以降、保有汽船を次々に増やした。また、それまでの和船から新型の西洋汽船に切替え、南は神戸・下関から、北はロシアの樺太、ウラジオストクにまで航路を広げ、当時の日露両国間の貿易品輸送と旅客の往来に大いに活躍した。

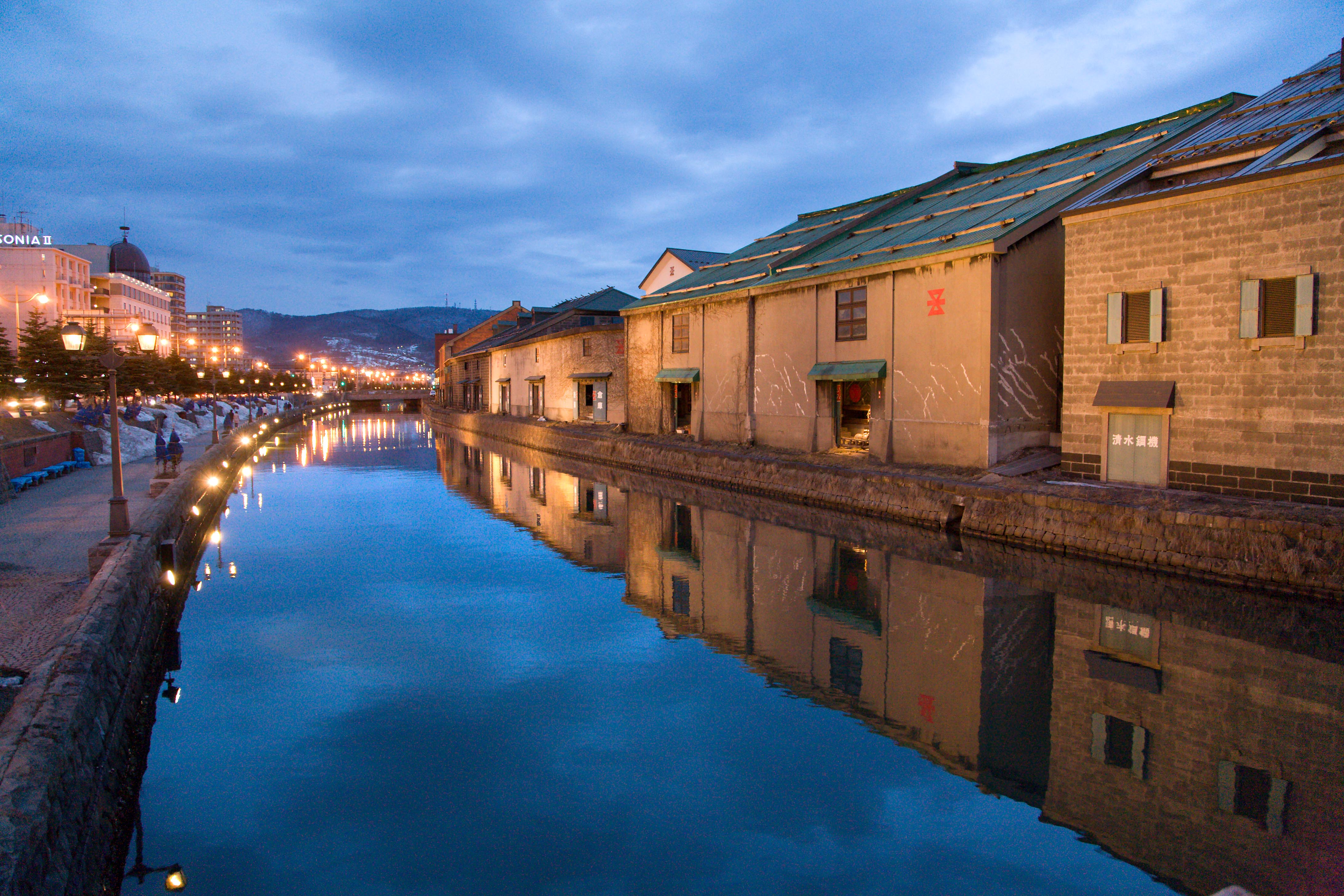
小樽運河（平成期）

同1898年には海運業に並行して、陸揚げ貨物を保管し、荷主の金融に便利を与えることが必要と着想したことで、小樽運河沿いに石造りの倉庫11棟を建設し、藤山倉庫を開業した。これは小樽での模範的な倉庫業とされ、後年には藤山倉庫の棟数、坪数業績の伸張に伴って倉庫の漸増が行なわれた。
後に、日本郵船が北海道内航路に進出し、しかも逓信省の命令で利尻島と礼文島の就航も始められた。日本郵船は大資本の上に政府との関係も親密であるため、地方資本である藤山らには太刀打ちできないかに見られたが、藤山は地方の一海運会社でこそ可能なこともあるとして、事態を静観する立場を守った。間もなく冬季が到来すると、日本郵船の定期便は欠航が多くなり、運賃も値上げになるなど、庶民には使い勝手が良いとは言えなくなった。このことで藤山は、北海道民のことを本当に考えているのは資本ではなく地元の人々であり、自分が道民の便宜を図らなければ真の意味での近代化には成りえないとの考えを新たにした。
しかし、今度は悪天候により藤山の持ち船が沈没するという不運に見舞われ、1897年（明治30年）、天塩漕運会社は倒産に至った。それにもめげずに藤山は、地道に船の運航を続けた。
そんな藤山に、政府の命令航路として小樽-天塩間、小樽-函館線、函館-瀬棚線を開設して運営するよう、政府から要請が下った。藤山の、北海道内でいち早く航路を開拓した先見性、持前の誠実さを政府は見逃さなかったのである。藤山は、特に利尻・礼文の両島と稚内の航路は、沿岸および島民にとって生命を維持するための唯一の交通機関であることから、政府補助金の大小に関係なく、損害を度外視してでも政府からの命令航路を死守するよう努めた。
1901年（明治34年）以降は小樽-天塩線、1910年（明治43年）以降は小樽-函館線を開設して運営した。1904年（明治37年）開戦の日露戦争中は、所有船の大半を戦時御用船として就航させた。海上封鎖のために大型船を港口に沈める旅順港閉塞作戦においては、小樽丸を旅順港に沈めるなど、船舶が閉塞作戦に用いられ、その巨額の国家補償金が、藤山にとって大きな追い風となった。
明治末期には、所有船は13隻、総トン数は9千トンに昇った。小樽-稚内航路をさらに伏木-大阪まで延長し、北海道の航路では小樽-稚内をはじめ、小樽-函館（青森寄港）、小樽-天塩、函館-瀬棚の航路を持った。
こうして藤山海運の規模は時代と共に拡大していった。当時の小樽は、1899年（明治32年）に小樽港が国際貿易港に指定され、北海道の代表的な貿易港、日本国内外の船が往来する貿易の拠点として繁栄を極めていた。小樽運河沿いに倉庫が立ち並び、移住者も相次ぎ、人口は函館に次ぐ6万人であった。その小樽の発展にとって、藤山は大きな推進力となった。

### 漁場経営
藤山は海運業に従事していた立場として、北海道の漁業の将来性に着目し、漁場経営も始めた。まず1887年に稚内でニシンの漁場を開き、それを皮切りに漁場の拡大を図った。
翌1888年には北見地方（オホーツク沿岸）への進出を計画し、渡辺兵四郎らと共にコルサコフ方面の漁場探検を試みた。初めての試みのために想像を絶する苦心があり、悪天候により樺太に漂着したが、これを機に樺太沿岸を探検した。この樺太の体験は、藤山が後に樺太で海運や漁業を展開する上で大いに得るところがあったという。
1891年（明治24年）には紋別でサケ、マスの漁場を開設した。1896年（明治29年）後にはさらに斜里と知床にも進出し、サケやマスの漁場を開いた 。
同1896年、藤山の擁する漁場はニシン建網が1400石、サケ漁場が定置網31か統、建物や屋舎は42棟、倉庫31棟、漁船140隻、雇っていた漁夫は500人に及んだ。ニシンについては、1897年頃には宗谷管内だけで45か統を保有していたともいい、全盛期の藤山漁場は北海道トップクラスだったといえる。前述の汽船・小樽丸の建造にも、漁場めぐりや漁場の輸送の便を図ることが狙いにあった。
同1897年頃には、魚族の漸減を察知したことで、経営方針を改革し、これまでの直営場を他に賃貸する方針に変え、直営数を一部減少した。
1906年（明治39年）に樺太の一部が日本領になると、同地の建網業にも手を広げ、漁獲高は8000トンに達した。1908年（明治41年）までに、ニシン17か統、マス3か統の漁場を開いた。
さらに漁獲にも機械化が必要と考えた藤山は、従来の漁獲法を改めて機械化を普及した。このことは明治時代の北海道漁業に大きな変化と、漁獲量の大幅な向上をもたらした。
後志、石狩、宗谷管内に属する漁業家たちは、一丸となって合同漁業株式会社を創立し、その中でも藤山は大株主となった。

### 開墾事業

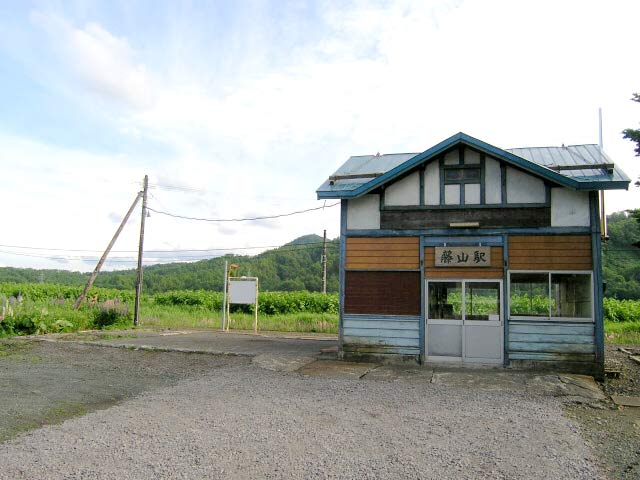
藤山駅駅舎

北海道の開拓が海から内陸へと移って行ったことに伴い、藤山もまた、内陸部へと事業を拡大した。1896年に開墾事業を計画した。同年、留萌原野に300ヘクタールの藤山第一農場を開き、石川や富山など北陸地方から83戸の小作人を呼び入れた。それからわずか5年後の1901年には、国道用地以外の全地域の開墾に成功した。
このことから国鉄留萌線の開通時には、鉄道駅が藤山駅と命名された。後に留萌町が市制を敷いた際には、留萌市藤山町が発足した。
1901年（明治34年）には、勇払郡厚真村（後の厚真町）の約700ヘクタールの土地を譲り受け、開墾して藤山第二農場とした。1915年（大正4年）には上川郡美瑛村（後の美瑛町）に約500ヘクタール、1917年（大正6年）には枝幸郡松音知（後の中頓別町）に約600ヘクタールの農場を開いた。この他にも小樽、篠路、幌内、塩谷、忍路、蘭島など、北海道内の各地にも小規模の耕地を開拓した。
藤山が自家の巨大な資本をもとに農耕技術を改良したことで、生産額は年ごとに増加し、どの農場も北海道の模範的な農場となった。1946年（昭和21年）の農地改革に伴って独立した小作人は、千数百戸に達した。模範的な農場の小作人たちと藤山との間には、何の紛争もなかったという。
1896年には後志国塩谷村忍路（後の小樽市忍路）に土地を借り、カラマツを植樹した。一度は山火事のために大部分を焼失したものの、これに屈することなく後には全地積の植林を完成した。1910年（明治43年）にはこの地積すべての付与を受けて植林をし、その数は68万本に達した。同年は古宇郡泊村にも、44ヘクタールにわたっての植林を行なった。
1909年（明治42年）、留萌の藤山第一農場に隣接した字留萌ヌプリケシオマップで土地を借りて牧場を開設し、約100頭の牛馬を飼育した。1914年（大正3年）には総面積330ヘクタールを超える広大な牧場となった。
また農場の他にも、小樽市内の各所に広大な住宅地を所有しており、その借地人も数百人を越えていた。藤山はこれらの不動産運営にあたり、貸地料を常に公平に保ち、公課や修繕費を差し引いた最低料金を収入としていた。このために借地人の多くは安泰に居住でき、親子数代にわたって藤山の土地に住む者たちも珍しくなかった。

### 炭鉱経営
1899年頃より、藤山は北海道での地下資源開発の有望さにも着目していた。同年、藤山は九州から炭鉱技師を招き、まず宗谷郡声問村字二股の地域を採鉱した。有望な鉱脈を発見したことで採掘に着手したが、炭層が若かったことで一時は休山した。しかし1910年、泊村の茅沼炭鉱を購入して経営し、年間1万6千トンを石炭を採掘した。また、苫前郡羽幌と樺太西海岸にも石炭鉱区を所有した。
また、ニセコ連峰の主峰であるニセコアンヌプリの一部に、1320万平方メートルの硫黄の大鉱区所有し、1912年（明治45年）から採掘に着手した。瀬棚郡瀬棚村馬場川と虻羅にはマンガンの鉱区を保有し、その地積は284万平方メートルに及んだ。

### 鉄鋼業
日露戦争の終った1906年8月、日本国内の産業開発の勢いに乗じ、藤山は船舶用の機械の製作を手掛け始めた。最初は自家用だったが、後に一般需要にも拡大した。
翌1907年（明治40年）には小樽区稲穂町に藤山鉄工場を開設し、船舶用の各種機械、ニシン沖揚げ機、陸上用エンジン、器材などの製作や修理を行なった。ニシンの沖揚げ機は藤山自身の経験に基づく独創的なものであり、1908年に実用新案特許を得た。自営の樺太の漁場で試用したところ、優秀な能率と良い成績を記録したことで、後に一般同業者にも提供され、一般業者たちからもその優秀さを推奨された。
藤山鉄工場は後に藤山工作所と改組し、小樽市堺町の海岸に大工場が造られ、従業員500人が雇用された。太平洋戦争中には軍需および民需の増産にあたった。

### 金融業
北海道開発の促進のために金融の重要性を欠くことができないと考えていた藤山は、北海道の商業発展の上から銀行を誘致すべく、山形県鶴岡町（後の鶴岡市）の第六十七国立銀行に交渉し、1879年（明治12年）、その支店を小樽開運町に開設した。同銀行の頭取は藤山の人格を見込み、彼に万事を託して支配人とした。しかし1884年（明治17年）、支店は閉鎖を強いられた。当時はまだ小樽の経済界が幼稚なものだったためとも見られているが、藤山は自分の力が及ばなかったためとして損失をすべてかぶり、藤山両替店を開業して、業務を引き継いだ。
小樽の商業が活発化すると、藤山は北海道拓殖銀行の斡旋により、樺太の泰北銀行を買収して小樽に移し、藤山家一族で経営にあたり、中小商工業者に便宜を与えた。後の1947年（昭和22年）には北海道拓殖銀行に統合されたことで、泰北銀行は藤山商事株式会社に改組され、金融、不動産、物品販売などの事業を営んだ。
1897年には小樽貨物火災保険株式会社、翌1898年（明治31年）には北海道生命保険株式会社（大同生命保険の前身の一つ）を経営し、両社とも取締役として勤め、貯蓄と損害保証の性格をもった大衆的事業を手掛けた。
こうした事業の拡大は、これまで北海道から受けた多大な恩恵を、北海道へ還元していこうという藤山の考えによるものだった。

### 公職
1879年以来、小樽を始めとする6郡各町の総代人に選ばれ、1899年からは小樽区会議員に選出された。また小樽商業会議所会員、同副会頭にも選ばれ、それらの分野でも優れた識見をもって尽力した。
1915年の第12回衆議院議員総選挙は、その候補者に推薦された。しかしこのとき、小樽の政治団体は2派に分かれており、片方には小樽革新倶楽部と再興青年会が、もう片方には公民会があり、前者が候補者として推した金子元三郎（初代小樽区長）に対し、後者が対立候補として藤山を推したのだった。公民会の幹部らも藤山に交渉し、多くの民衆も藤山を推していたが、藤山は熟考の末にこれを断った。「政治と実業を混同してはならない、自分の本文は実業家としての天命を全うすることにある」が藤山の信念と伝えられているが、2つに分かれた小樽の政治団体の対立抗争の激化を避けたと見る向きもある。

### 社会福祉事業
藤山は早くから、社会福祉に関心を寄せていた。60歳を超えてからは社会福祉事業として、それまでの事業で得た利益を、困っている人々に積極的に投じていく考えを明らかにした。
1904年以降、多くの資金を投じて、小・中学校から高校、帝国大学に至るまで、苦学生に学費を全額支給、または補助を行なった。将来有望な人材育成のための育英奨学事業を行なった。恩恵財団・済生会にも寄付を行なった。
毎年の年末には、小樽の貧乏な家庭に正月のための餅を贈って励ました。その日の食事に困る人々に対しては、数十年にわたって自宅を開放して、朝食を振る舞った。この行ないは1日として欠かすことが無かったため、藤山家の門前に集まる人々は数十年間、毎朝40人を下ることがなかった。戦中の兵士慰問、災害救援、公共義援などに対しても、常に率先して多額の寄付を行なった。
1910年の韓国併合で、韓国の皇太子が伊藤博文と同行して道した際には、当時の富岡町の自宅を宿泊所に提供した。

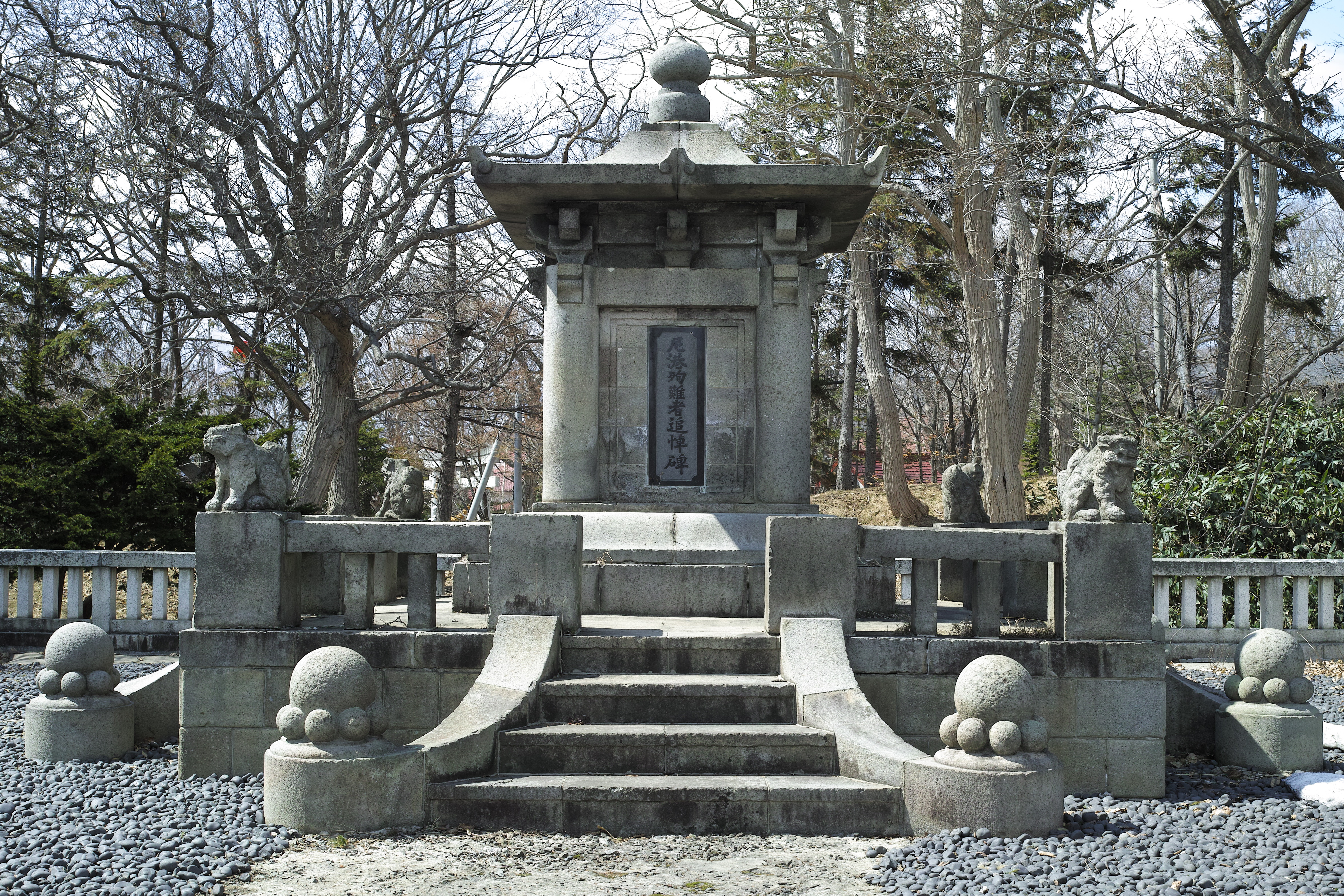
尼港殉難者追悼碑

1920年（大正9年）の尼港事件で、ニコラエフスクの在留日本人ら700人以上が殺害された際には、その犠牲者たちを慰めるため、多額の私財を投じ、手宮公園に慰霊塔として尼港殉難者追悼碑を建設し、清浄な霊地を作った。この事業に投じられた金額は数万円ともいわれた。この碑の建立以来、後の平成期に至るまで、小樽仏教会により追悼法要が営まれ続けている。
翌1921年（大正10年）には、16歳での来道時に訪れた松前に、渡道時に松前町民たちから受けた恩恵への感謝として、同町内の荒れ果てた数百もの無縁仏の墓を改修し、手厚く葬った。
1934年（昭和9年）、函館の谷地頭からの出火による函館大火で、2千人を越える死者が出た際には、海運業で函館市民から受けた恩返しとして、大森浜に慰霊塔を建て、犠牲者たちを長く供養した。

### 公会堂の建造

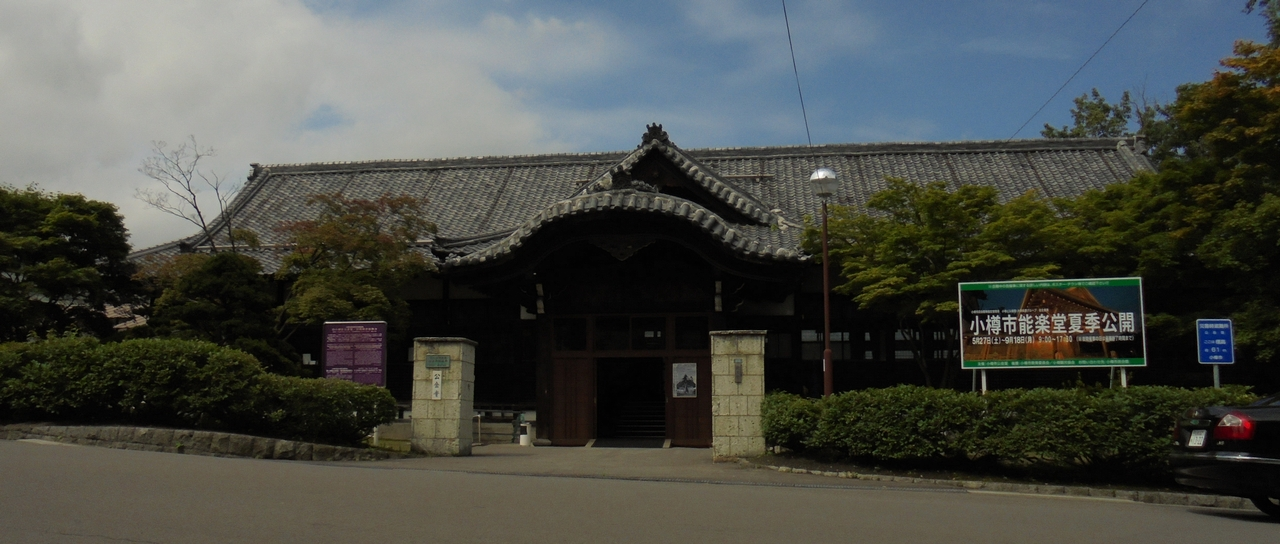
小樽市公会堂

1911年（明治44年）、皇太子嘉仁（後の大正天皇）の北海道行啓に際し、皇太子が小樽に宿泊することが決定した。天皇が神聖視されていた当時、これは天下の一大事と言えた。
当時の小樽は景気が良いとはいえ、まだ皇族が宿泊できるほどの建物はなかった。そこで宿泊所として、小樽一の建物といえる藤山の邸宅を提供するよう、依頼があった。しかし藤山はこの一大事に対し、1人の民間人に過ぎない自分の住居に皇族を泊めるわけにはいかないと言い、皇太子の宿泊所として、街の名物といえる建物を造ることを決意した。
藤山の私財約2万8千円、平成期にして約1億円が投じられ、小樽公園内に勇壮な建物が建造された。一商人の意気込みに行政も黙っていることはできず、工事費は小樽区が追加更正予算を組み、小樽電燈合資会社が電気会計費を寄付した。こうして皇太子行啓に際し、小樽は国際貿易都市の名にふさわしい宿泊所を提供でき、行啓はつつがなく終了した。
この行啓の後、藤山は宿泊のために造ったこの建物を、小樽に寄贈することを申し出た。小樽で計り知れない恩恵を受けた藤山にとって、人々の文化や教育の向上のためにこの建物を提供することが本望であった。この御殿は後も皇族の宿泊所として用いられると共に、小樽区公会堂、後の小樽市公会堂として幅広く活用され、小樽の街並みを彩る格式高い建物の一つとなった。

### 晩年〜没後
1938年（昭和13年）2月、藤山は例年の行事である伊勢神宮参拝のために小樽を発った。その旅行中に風邪を患い、治療のために東京に立ち寄った後、旅行を切り上げて帰郷し、療養に努めた。しかし老齢には勝てず、病状は回復には至らなかった。同年10月12日に小樽の本宅で死去、満87歳没。
多くの人々が藤山の死を悼み、各界から葬儀に参列した人々の数は1万人、贈花や放鳥は千以上、弔電は千通、弔辞は300通以上に昇った。小樽始まって以来、これほど盛んな葬儀はないと後に語り伝えられた。
没後は地方産業功労者に列せられ、従六位の特旨叙位が贈られた。1958年（昭和33年）6月、小樽市と、藤山の徳を慕う多くの有志たちにより、小樽公園内の公会堂寄贈ゆかりの地に、藤山の銅像が建立された。

## 受賞
1908年8月、北海道物産共進会で名誉金牌を受け、1910年の第2回全国荷造共進会では銀牌を受けた。
1909年の陸軍特別大演習では、皇室から宴に招かれ、陪食の光栄に俗した。1915年には藍綬褒章を受章し、1921年には紺綬褒章を受章した。
そのほか、大日本水産会を始めとする各方面から多数の有功賞を受賞するなど、政府、道庁、公共団体などから贈られた表彰や感謝は数百回に昇った。

## 人物評
北海道の開道50年を記念して1918年（大正7年）に発行された、初期開拓功労者や有力者・著名人を集大成した紳士録『開道五十年記念 北海道』（鴻文社）では、藤山について「財産は数百万円、北海道随一の富豪である」と記されている。時代が昭和時代を迎えるころには、日本沿岸の船主として、その業績の堅実さと業態の大きさにかけては、右に出る者がないといわれ、町一番の名士とまでいわれた。海運界においては前述の板谷宮吉と並ぶ重鎮ともいわれた。また、実業家として、時代の流れを見極める先見の明も評価されており、藤山の事業が小樽を発展させた大きな力の一つとも評価されている。
性格は、生来から非常に温厚であったが、目的を一旦立てると、その完遂のためには非常に大胆に事を運んだ。その過程においては非常に細心、かつ実行可能なように、様々な調査と整備を行なった。そしていざ着手すると、どんな困難に遭っても勇猛果敢に、決して挫折することなく、完成のための努力を惜しまなかったと伝えられている。
留萌での開墾事業の際には、単に開墾を行なうだけではなく、幾度となく開墾地に足を運び、小作人たちに声をかけて労を労った。本業の片手間で収入目当に開墾に手を出す商人が多い中、この藤山の人柄は入植者たちに慕われた。鉄道駅や町に藤山の名が残されたことも、藤山への感謝の念の証とされている。
仕事の一方、遊びも派手であり、しばしば東京に出て豪遊し、新聞に「蝦夷の大臣、吉原の大門を閉づる」と報じられるほどの遊蕩ぶりであった。一方では碁もうまく、「以寧（いねい）」の俳号で俳句もたしなんで静寂の心境を養っており、著名な俳人たちとの交友もあった。しかし、40歳頃からは、そうした趣味を断って事業の身に集中していた。
多忙な日々の中でも信仰の境地を忘れず、朝夕の先祖への報恩の行事、天地悠久に対する感謝の行事は1日として欠かすことがなかった。晩年には宗教家の中山通幽と親交を持ち、中山の墓相学を帰依し、北海道の仏教団体「弘安海」の教えを深く信奉していた。